# Эстафета 4×100 метров
Эстафета 4×100 метров — командная дисциплина в легкоатлетической программе. Команда из четырёх спортсменов должна, передавая эстафетную палочку, пробежать 400 метров и опередить на финише соперников. Проводится только в летнем сезоне на 400-метровой дорожке стадионов.

## Правила и техника
Эстафета начинается со стартовых позиций бега на 400 метров и каждая команда всю дистанцию бежит по своей дорожке. Дистанция состоит из четырёх этапов, передача палочки следующему участнику должна осуществляться в коридоре длиной 20 метров, на специально отмеченных дорожках.
Самый сложный технический приём — передача палочки, который требует слаженности, вырабатываемой в тренировках. Спортсмены не имеют права смазывать ладони каким-либо клеящим составом или надевать перчатки для лучшего удержания палочки. Оптимальной считается передача палочки в последней трети 20-метрового коридора, которая позволяет получающему палочку спортсмену достаточно разогнаться и получить эстафету с ходу. В наилучшем случае спортсмены передают друг другу палочку, не снижая максимальной скорости.

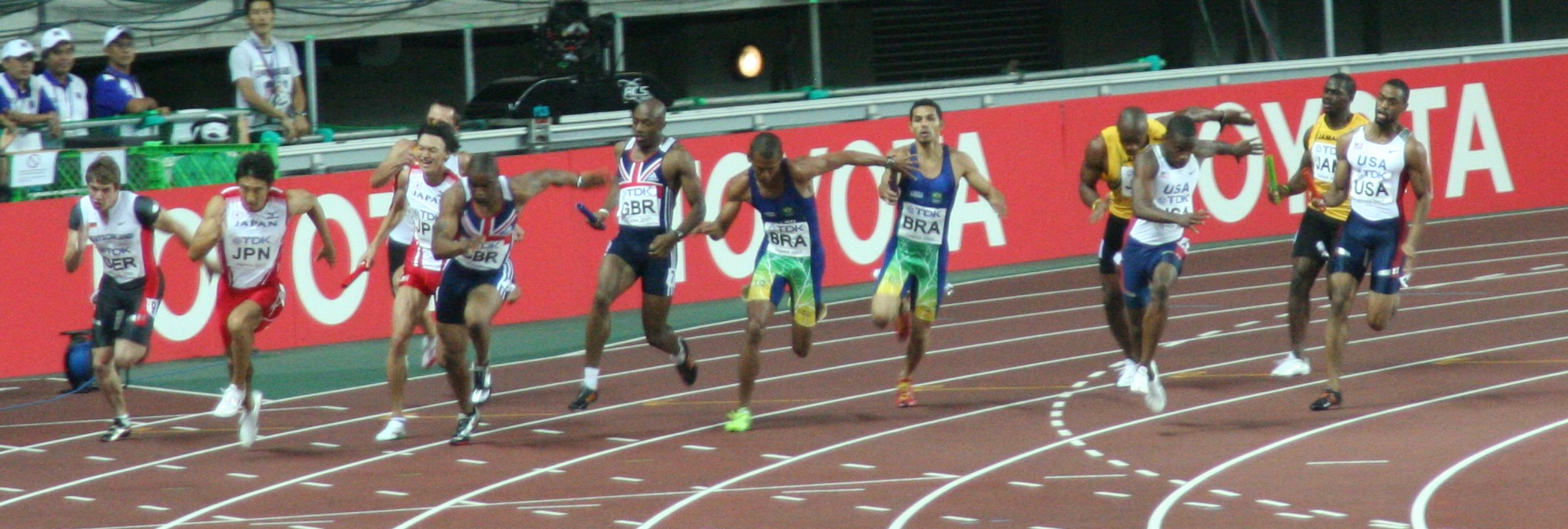
Чемпионат мира по лёгкой атлетике 2007 года эстафета 4×100 метров. Сборная США передаёт эстафету техникой «сверху вниз», сборная Японии — техникой «снизу вверх»

Существуют два основных способа передачи палочки. В первом случае палочка передаётся сверху вниз в открытую ладонь (так обычно передают сборные США) и снизу вверх (сборная СССР, России). При технике «сверху вниз» несколько выше вероятность потерять палочку в моменты передачи, при технике «снизу вверх» в моменты перехватывания от этапа к этапу может «кончиться» длина палочки и на последнем этапе возникнут проблемы с передачей.
Наиболее распространённая ошибка, которая приводит к дисквалификации команды — передача палочки за пределами коридора. При потере палочки спортсмен может подобрать её и продолжить дистанцию с того же места, где он её покинул, и не должен за счёт этого сокращать дистанцию.
На крупных соревнованиях (чемпионат мира, Европы, Олимпийские игры) соревнования в эстафете, как правило, проводятся в два этапа (полуфинал, финал). В этом случае команда имеет право заменить не более двоих участников после предварительного этапа. Команда в итоге может состоять из шести спортсменов и все будут награждены, если завоюют призовое место.

## История

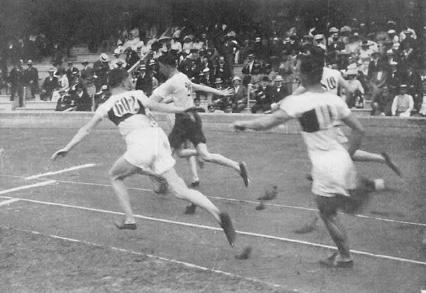
Олимпийские игры 1912 года, эстафета 4×100 метров

Эстафета 4×100 метров входит в программу Олимпийских игр у мужчин с 1912 года и у женщин с 1928 года. В программу летних чемпионатов мира и Европы входит с самого начала. Наибольших успехов в мужской эстафете добивались спортсмены США, в женской эстафете — спортсменки ГДР и США. Выдающихся успехов в эстафете добились Фрэнк Уайкофф (США), выигрывавший в составе команды золотые медали на трёх олимпиадах (1928, 1932, 1936) и Эвелин Эшфорд (США), выигрывавшая в составе команды золотые медали на трёх олимпиадах (1984, 1988, 1992).

## Действующие рекорды
|         | Рекорд      | Время | Команда        | Спортсмены                                                  | Дата            | Место                  |
| ------- | ----------- | ----- | -------------- | ----------------------------------------------------------- | --------------- | ---------------------- |
| Мужчины | Мировой     | 36,84 | Ямайка         | Неста Картер Майкл Фрэйтер Йохан Блейк Усэйн Болт           | 11 августа 2012 | Лондон, Великобритания |
| Мужчины | Олимпийский | 36,84 | Ямайка         | Неста Картер Майкл Фрэйтер Йохан Блейк Усэйн Болт           | 11 августа 2012 | Лондон, Великобритания |
| Мужчины | Европейский | 37,36 | Великобритания | Адам Джемили Жарнел Хьюз Ричард Килти Нетанил Митчелл-Блейк | 5 октября 2019  | Доха, Катар            |
| Мужчины | Африки      | 37,65 | ЮАР            | Тандо Длодло Саймон Магакве Кларенс Муньяи Акани Симбине    | 4 октября 2019  | Доха, Катар            |
| Женщины | Мировой     | 40,82 | США            | Тиана Мэдисон Эллисон Феликс Бьянка Найт Кармелита Джетер   | 10 августа 2012 | Лондон, Великобритания |
| Женщины | Олимпийский | 40,82 | США            | Тиана Мэдисон Эллисон Феликс Бьянка Найт Кармелита Джетер   | 10 августа 2012 | Лондон, Великобритания |
| Женщины | Европейский | 41,37 | ГДР            | Зильке Гладиш Сабине Ригер Ингрид Ауэрсвальд Марлис Гёр     | 6 октября 1985  | Канберра, Австралия    |

## Тактика
Тренеры команды имеют широкие тактические возможности, распределяя спортсменов на этапах в зависимости от их силы и навыков. Так, на первый этап лучше ставить специалиста хорошего старта, кто хорошо бегает короткий спринт 60 метров, на прямом и самом длинном втором этапе хорошо может выступить специалист в беге на 100 метров, на третий этап бывает выгодно поставить специалиста в беге на 200 метров, который хорошо проходит вираж. Обычно принято ставить самого сильного спортсмена на последний этап, но иногда его возможности используют и на первом этапе.